# Битва під Гуменним
Би́тва під Гуме́нним сталася 23 листопада 1619 року на початку Тридцятирічної війни між лісовчиками на службі імператора Священної Римської Імперії Фердинанда і військом трансильванського князя Юрія Ракоці. Перемога лісовчиків дещо послабила загрозу імперії з боку протестантського альянсу.
У жовтні 1619 року 10 тисяч польського найманого війська на чолі з Адамом Липським і Валентином Роґавським під загальним проводом угорського католицького маґната Дьєрдя Гомоннаї, якого підтримав польський король Сигізмунд III, перейшло Карпати й вступило на терени Угорщини. 23 листопада 1619 лісовчики поблизу Гуменного біля с. Стропки на річці Ондава розгромили трансильванців під командуванням князя Юрія Ракоці. Трансильванці дещо поступалися nbv кількістю, але були сильніші якісно (проти 10 тисяч легкої кінноти лісовчиків мали 2500 легкої, 5000 тяжкої кінноти і 2000 піхоти). Лісовчики удали, що втікають, але тоді швидко розвернулися і вдарили на угорців. Угорці втратили три чверті війська лише забитими, а князь Ракоці панічно втік з поля бою.